# Start Today
Start Today (traducido como Empezar hoy) es el segundo y último álbum de la banda de hardcore punk Gorilla Biscuits, lanzado en 1989 por Revelation Records. Además, fue publicado en Alemania por el sello We Bite.
Es considerado como un referente del hardcore punk y el hardcore melódico; NME lo incluyó dentro de "los quince mejores álbumes de hardcore punk de todos los tiempos". A su vez, es el disco más vendido de Revelation, superando las cien mil copias vendidas en su edición CD.

## Listado de canciones
| N.º | Título                                        | Duración |  |
| 1.  | «New Direction»                               | 2:29     |  |
| 2.  | «Stand Still»                                 | 2:08     |  |
| 3.  | «Degradation»                                 | 1:35     |  |
| 4.  | «Good Intentions»                             | 0:29     |  |
| 5.  | «Forgotten»                                   | 1:32     |  |
| 6.  | «Things We Say»                               | 1:42     |  |
| 7.  | «Start Today»                                 | 2:04     |  |
| 8.  | «Two Sides»                                   | 1:40     |  |
| 9.  | «First Failure»                               | 1:07     |  |
| 10. | «Competition»                                 | 2:04     |  |
| 11. | «Time Flies»                                  | 1:45     |  |
| 12. | «Cats And Dogs»                               | 1:36     |  |
| 13. | «Sitting Around at Home (cover de Buzzcocks)» | 1:43     |  |
| 14. | «Biscuit Power»                               | 1:24     |  |

Las canciones 13 y 14 son pistas ocultas, y también están disponibles en el álbum homónimo. 

## Créditos
| Banda - Anthony "CIV" Civarelli – voces - Walter Schreifels – guitarras, letras - Alex Brown – guitarras - Arthur Smilios – bajo - Luke Abbey – batería Músicos invitados - Armand Majidi – coros (Sick of It All) - Lou Koller – coros (Sick of It All) - Pete Koller – coros (Sick of It All) - Craig Setari – coros (Sick of it All, Straight Ahead) - John Porcelly – coros (Youth of Today, Judge) - Sammy Siegler – coros (Youth of Today, Side by Side) - Dylan Schreifels – coros (hermano menor de Walter) - Toby Morse – coros (H2O) - Gus – coros - Matt – coros | Producción - Don Fury – producción - Gorilla Biscuits – producción, diseño - Axtionpacked Zine – fotografía - B.J. Papas – fotografía - Lisa Theresa – fotografía - Nichole – fotografía - David Bett – diseño |